# 聖迪奧尼西奧 (馬塔加爾帕省)
聖迪奧尼西奧（西班牙語：San Dionisio）是尼加拉瓜的城鎮，位於該國中部，由馬塔加爾帕省負責管轄，始建於1830年5月，面積166平方公里，海拔高度466米，2009年人口17,742，人口密度每平方公里106.88人。
12°45′N 85°51′W / 12.750°N 85.850°W